# Liste der Monuments historiques in Lagarde (Moselle)
Die Liste der Monuments historiques in Lagarde führt die Monuments historiques in der französischen Gemeinde Lagarde auf.

## Liste der Objekte
| Bezeichnung               | Beschreibung                                                                                        | Standort                              | Kennzeichnung | Schutzstatus | Datum | Bild |
| ------------------------- | --------------------------------------------------------------------------------------------------- | ------------------------------------- | ------------- | ------------ | ----- | ---- |
| Johannes-der-Täufer-Altar | rechter Seitenaltar; Holz, Anfang des 19. Jahrhunderts                                              | in der Kirche St-Jean-Baptiste (Lage) | PM57000870    | Inscrit      | 2002  |      |
| 40 Kirchenbänke           | Holz, Mitte des 18. Jahrhunderts                                                                    | in der Kirche St-Jean-Baptiste (Lage) | PM57000871    | Inscrit      | 2002  |      |
| Tabor                     | Holz und Bronze, zwischen 1870 und 1914                                                             | in der Kirche St-Jean-Baptiste (Lage) | PM57000874    | Inscrit      | 2002  |      |
| Kanzel                    | Holz, farbig gefasst, zweite Hälfte des 18. Jahrhunderts                                            | in der Kirche St-Jean-Baptiste (Lage) | PM57000868    | Inscrit      | 2002  |      |
| Marienaltar               | linker Seitenaltar; Altartisch mit Aufbau, Retabel und eine Skulptur; Holz, 18. und 19. Jahrhundert | in der Kirche St-Jean-Baptiste (Lage) | PM57000869    | Inscrit      | 2002  |      |
| Hauptaltar                | Altartisch mit Aufbau und Leuchtern; Holz, vergoldet, 1751                                          | in der Kirche St-Jean-Baptiste (Lage) | PM57000680    | Classé       | 2003  |      |
| Tympanon                  | aus dem 18. Jahrhundert                                                                             | in der Kirche St-Jean-Baptiste (Lage) | PM57000872    | Inscrit      | 2002  |      |
| Kreuzreliquiar            | Holz, Kupfer und Messin, versilbert und vergoldet, 19. Jahrhundert                                  | in der Kirche St-Jean-Baptiste (Lage) | PM57000873    | Inscrit      | 2002  |      |